# Ramón Nocedal
Ramón Nocedal y Romea, né à Madrid le 31 décembre 1842 et mort dans la même ville le 1er avril 1907, est un écrivain, journaliste et homme politique traditionaliste espagnol.
Fils de Cándido Nocedal, il fut successivement membre des néo-catholiques, de la Communion traditionaliste — parti officiel du carlisme — puis du Parti intégriste, scission du précédent dont il fut le fondateur et principal dirigeant,. Il dirigea également jusqu’à sa mort El Siglo Futuro, organe de presse de l’intégrisme.

## Famille et jeunesse

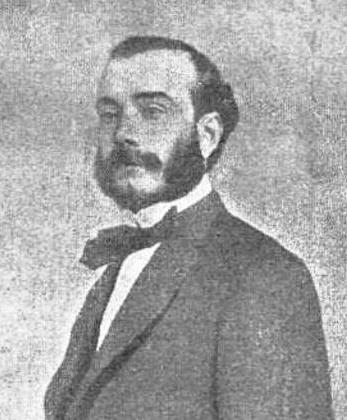
Cándido Nocedal.

Ramón Ignacio Nocedal Romea est issu d'un milieu aisé et d'une famille madrilène distinguée. Son grand-père paternel, José María Nocedal Capetillo, était membre de la bourgeoisie libérale émergente, représentant typique de la classe qui s'enrichit grâce au désamortissement de Mendizabal, en achetant plusieurs domaines dans la province de Ciudad Real et à Madrid, où il devint l'un des plus grands propriétaires urbains du milieu du XIXe siècle. Initialement membre du Parti progresiste — parti de la gauche radicale du règne d'Isabelle II —, avec le temps il adopta une posture plus conservatrice jusqu'à rejoindre son principal adversaire, le Parti modéré. José María soutenait financièrement la Milice nationale de Madrid et était l'un de ses commandants, dirigeant à la fin des années 1830 son 4e bataillon. Il fut élu sénateur en 1844 et 5 fois député au Congrès entre 1841 et 1857.
Le père de Ramón, Cándido Manuel Patricio Nocedal Rodriguez de la Flor (1821-1885), fut une figure importante du Partido modéré, longtemps parlementaire dans ses rangs et brièvement (1856-1857) ministre de l'Intérieur. Au fil du temps, il assuma des positions de plus en plus conservatrices, jusqu'à devenir l'un des leaders des néo-catholiques dans les années 1860. La mère de Ramón, Manuela del Pilar Zoila Romea Yanguas (1824-1875), était la fille de Mariano Romea, un libéral radical. Au cours du Triennat libéral il se fit connaître en tant que capitaine des Milices patriotiques de Murcie. À la suite de la restauration de l'absolutisme, il dut se réfugier au Portugal,. De retour en Espagne, il devint administrateur des terres agricoles murciennes des marquis d'Espinardo. L'oncle maternel de Ramón, Julian Romea Yanguas, était un célèbre acteur espagnol. Sa tante maternelle, Joaquina Romea Yanguas, était mariée au premier ministre modéré, qui occupa divers portefeuilles ministériels et était amant de la reine Isabelle II, Luis Gonzalez Bravo,.

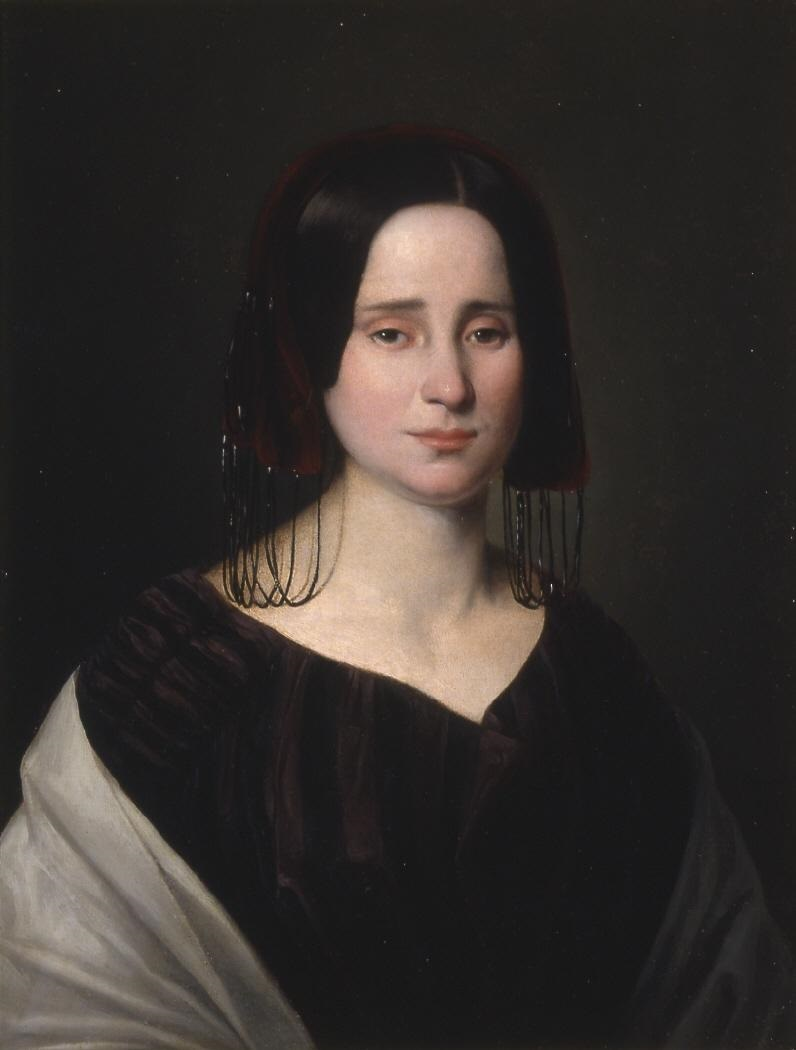
Manuela Romea.

Ramón et ses deux cadets, sa sœur María del Consuelo et son frère José, grandirent entourés de personnalités politiques et artistiques de l'Espagne du milieu du XIXe siècle. Au début des années 1860 Ramón étudia le droit civil et canonique à Madrid et fut reconnu comme un excellent élève ; il remporta des prix et fut salué dans la presse. En 1873, il épousa Amalia Mayo Albert (1853-1922) ; son grand-père était l'un des dirigeants de la Compagnie royale des Philippines ; son père, né à Manille, était avocat et propriétaire terrien,. Selon le secrétaire du prétendant carliste, le couple était extrêmement amoureux (enamoradísimo) et il accusait Amalia de pousser Ramón vers des postures et décisions parfois intransigeantes. Le neveu de Nocedal, Ramón García Rodrigo Nocedal (es), fut un journaliste bien connu, mauriste avec des ambitions politiques. Un autre neveu, Agustín González de Amezúa y Mayo, était universitaire et historien de la littérature, et fut l'un des principaux intellectuels des premiers temps franquisme.

## Néocatholique

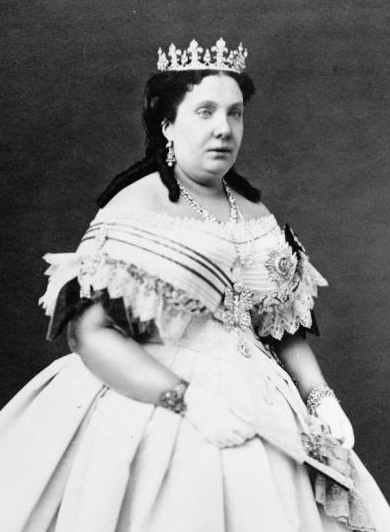
La reine Isabelle II.

Cándido et Ramón Nocedal demeurèrent de proches collaborateurs et avaient fondamentalement une même approche politique. Au début de ses activités publiques au début des années 1860, Ramón suivit ses parents ; à cette époque, Cándido avait déjà quitté le camp des modérés pour les néocatholiques. Ce mouvement, dont les origines remontaient au règne d'Isabelle II, cherchait à adapter politiquement le catholicisme romain orthodoxe au cadre de la monarchie libérale ; dans les années 1860, Cándido en fut l'un des dirigeants.
Ayant obtenu sa licence avec d'excellents résultats, en 1864, Ramón Nocedal s'engagea dans la création de La Armonía, une société culturelle catholique créée en réponse au krausisme, avec la participation de toutes les grandes figures néocatholiques ; son objectif principal était de lutter contre l’hétérodoxie catholique dans l’éducation publique ; La Armonía fustigea le leader des krausistes espagnols, Julián Sanz del Río. C'est lors d'une séance de celle-ci que Ramón prononça son premier discours public. En 1867, il fonde La Cruzada, semanal de ciencias, literatura y artes (« La Croisade, hebdomadaire de sciences, littérature et arts »). Cette publication éphémère servit de tribune pour ses articles très militants, qui étaient souvent réimprimés dans d'autres périodiques ultraconservateurs ; soulignant le rôle du christianisme, ils condamnèrent l’idée krausiste du « libre examen ». En 1867 également, Ramón Nocedal devint secrétaire de l'Académie royale de jurisprudence et de législation.
À la fin de 1867, les néo-catholiques tentèrent en dernière extrémité de sauver la monarchie isabéline en créant un grand parti contre-révolutionnaire et en lançant un nouveau quotidien La Constancia (es). Ramón Nocedal fut membre de son comité de rédaction. et y contribua avec des articles militants, qui commencèrent à constituer sa marque personnelle et suscitèrent immédiatement des réactions de la part de la presse libérale, notamment dans la revue satirique française Gil Blas dès 1867. Ramón reprocha aux carlistes de ne laisser à la reine Isabelle II d'autre choix que de s'allier aux libéraux, une erreur qui pouvait cependant encore être rectifiée selon lui en créant une solide alliance conservatrice. Démontrant une certaine indifférence relative à la question dynastique — centrale dans une grande partie du carlisme —, il souligna que les idées devaient précéder et primer sur les personnes, soulignant que chez les carlistes cet ordre était inversé. Le projet politique des néocatholiques s'effondra avec la Révolution « glorieuse » de septembre 1868 ; La Constancia cessa de paraître car ses locaux furent saccagés.

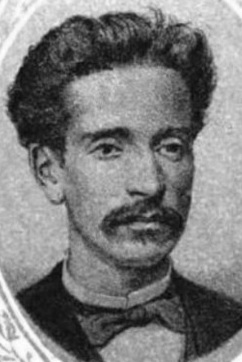
Nocedal en 1871.

En 1868, Cándido et Ramón Nocedal figurent parmi les cofondateurs de l'Asociación de Católicos, le second en tant que secrétaire de son comité d'organisation. L'organisation servit d'alliance électorale avant les élections de 1869. La presse de l'époque rapporte qu'il aurait été candidat à Grenade et Motril. En 1869, il rejoint l'organisation Juventud Católica (« Jeunesse catholique ») dont il dirige le département d'éducation ; il était déjà reconnu comme écrivain et comme un grand orateur. En 1869-1870, il se fit également connaître comme auteur de pièces de théâtre et de courts romans, et écrivit également l'introduction d'une Historia de los papas (« Histoire des papes ») par Manuel García Rodrigo y Pérez. Ces activités rentraient dans le cadre de la campagne politique catholique et provoquèrent parfois de violents affrontements dans le public des théâtres madrilènes.

## Carliste pendant le Sexennat démocratique et la guerre

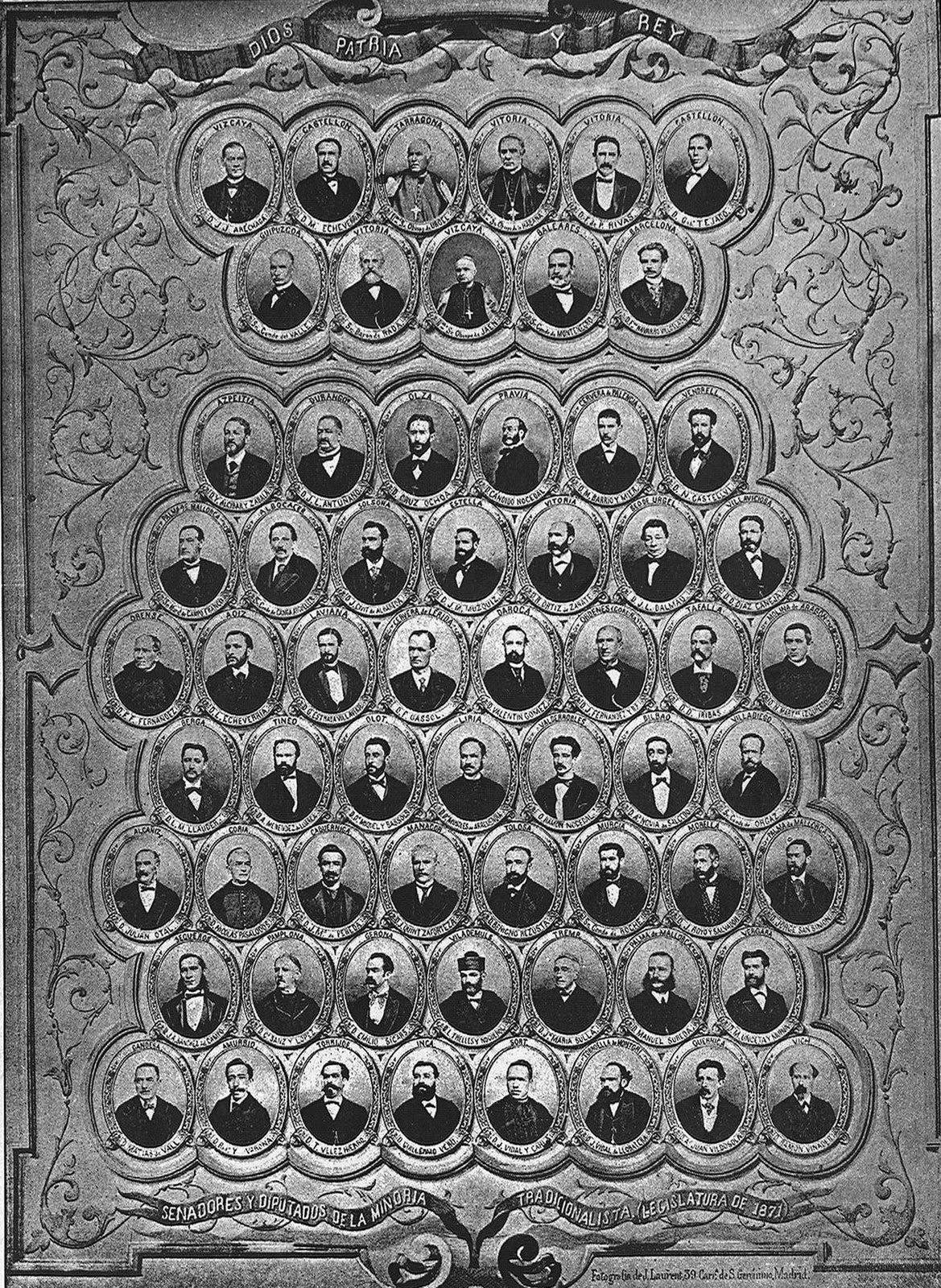
Députés carlistes en 1871.

Les néocatholiques se rapprochèrent des carlistes dès la révolution de 1868. En 1870, après l’abdication d’Isabelle II, la plupart d’entre eux conclurent que la vague révolutionnaire ne pouvait plus être contrée par une monarchie libérale et que le modèle carliste ultraconservateur offrait un bien meilleur rempart. Ils étaient des monarchistes « adynastiques » : passer d'une dynastie à une autre ne représentait aucun problème pour eux. En 1870, les néos et les carlistes formèrent une alliance électorale, l'Association catholico-monarchiste, dans les rangs de laquelle Ramón Nocedal se présenta sans succès aux élections partielles tenues en 1870 à Alcalá de Henares. En 1871, il renouvela sa candidature sur la même liste, mais la presse le présentait déjà largement comme un simple candidat carliste. Vaincu à Igualada (province de Barcelone),, il fut en revanche élu à Valderrobres (Teruel). Après son accession au Parlement, son activité devint débordante. En mai et juin 1871, la presse espagnole rapporta ses harangues — généralement ultraconservatrices et parfois ouvertement hostiles envers Amédée Ier — presque quotiennement[réf. nécessaire],,.
Au début de 1872, Ramón édita un manifeste, publié ultérieurement par le comité de direction du parti, qui était un appel à peine voilé à la rébellion. Les historiens considèrent néanmoins que les Nocedal étaient opposés à l'action violente, car ils pensaient que la monarchie traditionaliste pourrait être rétablie par des moyens légaux et conseillèrent en conséquence le prétendant carliste « Charles VII, ». Au élections du printemps 1872, Ramón se présenta en vain sur la liste catholico-monarchiste dans les deux mêmes circonscriptions,.

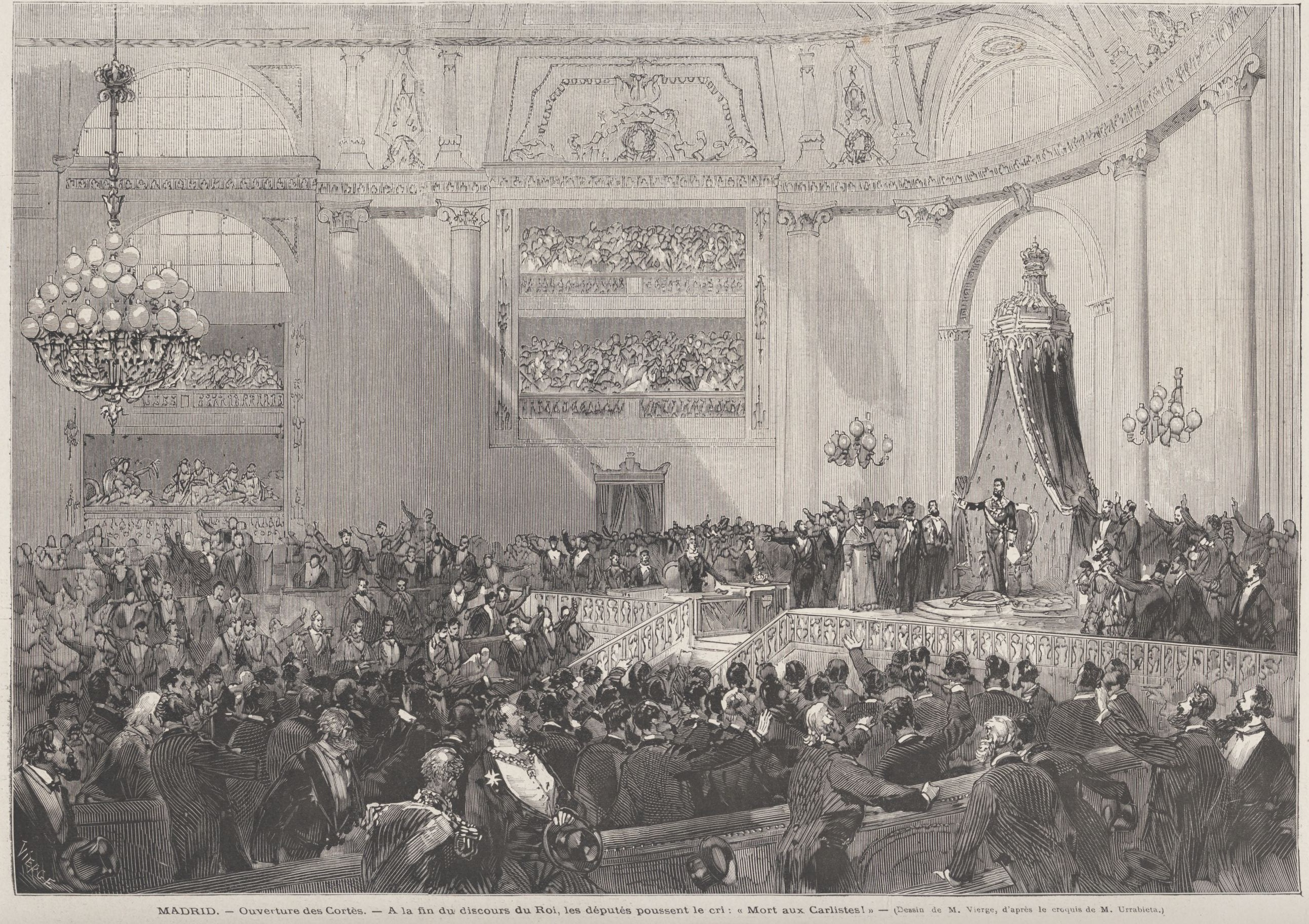
Ouverture des Cortes en avril 1872 ; à la fin du discours du roi, les députés poussèrent le cri: « Mort aux carlistes ! ».

Lors du déclenchement de la troisième guerre carliste en 1872, les deux Nocedal restèrent à Madrid, où ils eurent des ennuis mineurs avec la justice. Leur activité politique se trouva presque réduite à néant ; tout soutien à la rébellion étant interdit et eux-mêmes mal à l'aise vis-à-vis de celle-ci, ils s'autorisèrent seulement des manifestations voilées d'inimitié envers le régime républicain nouvellement établi. Ramón se retira de la vie publique : en 1873, il se maria et en 1875, il enterra sa mère. Il préparait ses pièces pour des représentations dans les théâtres de Madrid. Début 1875, alors que l'issue de la guerre était encore incertaine, les Nocedal lancèrent un nouveau quotidien, El Siglo Futuro. Présenté comme militant catholique, il se garda de toute déclaration politique bien qu'il s’identifiât clairement comme ultraconservateur. Plus tard la même année, la méfiance des autorités envers les Nocedal culmina leur condamnation à l'exil ; ils voyagèrent en Portugal et enFrance jusqu'à la levée de l'interdiction à la fin de 1876,.

## Carliste pendant la Restauration

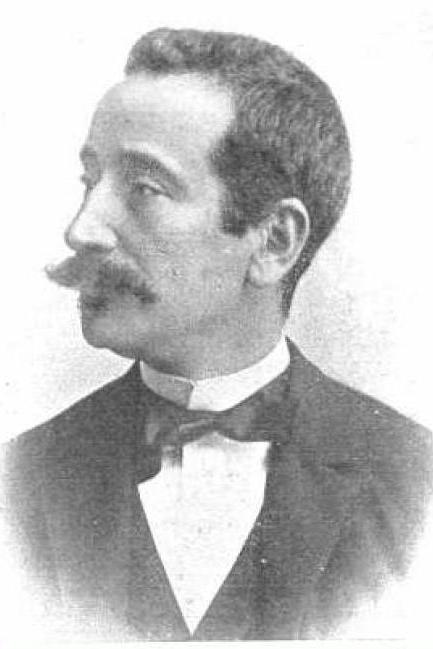
Nocedal en 1906.

Après la défaite militaire de 1876, le carlisme se trouva en plein désarroi. Le prétendant laissa le leadership politique entre les mains d'une junte militaire inefficace ; ses partisans subirent des incarcérations, des expropriations et l'exil. Cándido et Ramón Nocedal, qui étaient déjà apparus pendant la guerre comme les principaux représentants carlistes non officiels dans la zone contrôlée par la République, tentèrent de revitaliser le mouvement. Dans les limites imposées par les circonstances, ils mobilisèrent du soutien en organisant un pèlerinage à Rome en 1876, qui attira quelque 3 000 participants, officiellement en démonstration de loyauté au Syllabus de Pie IX,.
À la fin des années 1870, deux visions concurrentes émergèrent au sein du carlisme. Ramón Nocedal et son père défendirent l'idée d'un mouvement ultra-catholique, appuyé sur un dense réseau de presse et refusant de participer à la vie politique parlementaire. Leurs opposants, dirigés par le marquis de Cerralbo, optèrent au contraire pour un parti politique structuré de façon moderne, incluant des éléments de l'idéologie carliste traditionnelle ; leur stratégie consistait donc en une ouverture au régime en place et une acceptation conditionnelle des règles politiques de la Restauration. Ramón Nocedal, qui était déjà admis aux réunions des hauts dirigeants carlistes avec le prétendant[Lequel ?],, obtint gain de cause lorsqu'en 1879 celui-ci mit fin à la période d'indécision. Il nomma d'abord un petit comité collégial dont faisait partie Cándido Nocedal et le nomma peu après chef délégué — c'est-à-dire son représentant politique —.

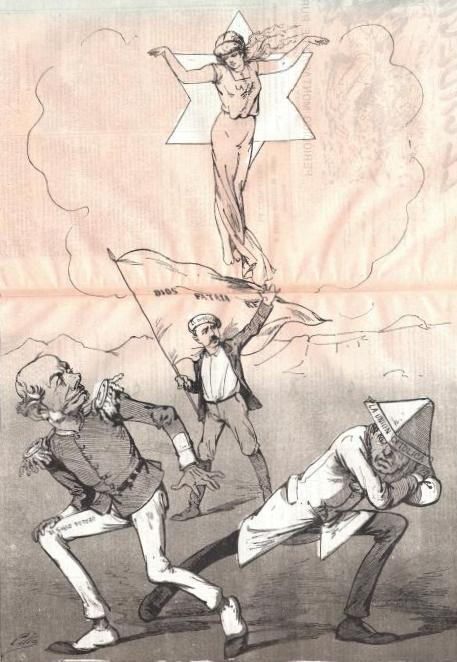
La guerre de presse dans le carlisme ; illustration de La Cabecilla publiée le 9 mars 1884.

Avec Cándido Nocedal au poste de leader politique et Ramón comme son plus proche collaborateur, le carlisme concentra toutes ses activités sur les objectifs religieux. En 1881, ils projetèrent un autre pèlerinage à Rome ; Ramón devint secrétaire général du comité chargé de son organisation, mais l'initiative n'aboutit finalement pas. À la direction et contributeur assidu d´ El Siglo Futuro, il se focalisa sur la promotion des valeurs catholiques et espagnoles, tandis que le régionalisme et la défense de la monarchie — notamment les revendications dynastiques — se trouvaient réduites au second plan. Bien qu'implacables envers ceux qui cherchaient à se rapprocher du régime, les Nocedal étaient également fermes envers les carlistes montrant des signes de dissidence. Le conflit entre nocedalistas et cerralbistas refit surface et se traduisit dans une âpre guerre médiatique par journaux interposés, les protestations des seconds contre « la dictature nocedalista » alimentant un nouveau conflit. De nombreuses figures importantes du carlisme se plaignaient de la main mise des Nocedal et certains conspiraient contre eux ; le prétendant, bien qu'irrité, s'abstint de toute intervention énergique jusqu'à la mort de Cándido Nocedal en 1885.
Des rumeurs selon lesquelles Ramón succéderait à son père couraient mais à titre de mesure temporaire, le prétendant accorda des droits intérimaires partiels et conditionnels à Francisco Navarro Villoslada. Les partisans de l'ouverture vers le régime lancèrent immédiatement une offensive et tentèrent de mettre à profit toute initiative carliste pour servir de support à une action électorale ; Ramón Nocedal contre-attaqua et le prétendant opta pour un compromis : abstention officielle du parti aux élections, mais autorisation de candidatures individuelles ici et là. En 1887, les rumeurs sur la nomination prochaine du général Cavero (es) au poste de chef délégué s'avérèrent infondées. La guerre médiatique faisant rage, Nocedal rejetant chaque initiative de Cerralbo et les deux partis se plaignant du chaos ambiant, le carlisme se trouvait dans une posture critique, totalement enkysté dans ses conflits internes et en voie de décomposition.

## Rupture de 1888
Le conflit, localisé et contenu pendant des années, entra dans sa deuxième phase au début de 1888. La guerre médiatique dans les journaux s'intensifia lorsque la question du prestige du prétendant entra dans les thèmes abordés. Nocedal maintenant sa position avec intransigeance, « Charles VII » l'expulsa du carlisme au mois d'août. Tous deux s'empressèrent de reconnaître et d'affirmer leurs divergences, avec une franchise inhabituellement brutale,.
La rupture a été longuement traitée dans l'historiographie ; les commentateurs l'expliquent de façon variable, en se focalisant sur tel ou tel point de discorde, sur la dynamique du conflit qui aurait été interprétée de façon divergente dans les deux camps et des différences dans le choix des méthodes à mettre en œuvre. Le plus souvent, c'est le conflit de personnalité qui est mis en avant comme facteur décisif. Ramón Nocedal, fils d'un leader politique et lui-même élevé pour devenir un leader, considérait comme naturel de succéder à son père. Son style de leadership énergique, le fait qu'il fût plus âgé que Charles et le souci de ce dernier, à la personnalité charismatique, de ne pas être réduit à un rôle décoratif par l'un de ses sujets envenimèrent la situation. Dans le camp carliste, Nocedal est caractérisé par des ambitions personnelles excessives ; on se moqua parfois de lui en l'affublant de surnoms grotesques qui soulignent ce caractère qu'on lui attribue — par exemple Ramón I Pontífice Rey del Universo (« Raymond Ier Pontife Roi de l'Univers ») — et on alla jusqu'à le soupçonner d'être un pantin au service des francs-maçons,.
D'autres chercheurs tendent à mettre l'emphase sur les différences idéologiques, notamment la question du rôle de la religion, au cœur du conflit croissant au sein du carlisme, soulignant que si Nocedal cherchait clairement à réduire les thèmes de la monarchie, des revendications dynastiques et forales au second plan, le prétendant souhaitait maintenir l'équilibre entre toutes les composantes de l'idéologie traditionaliste. C'est sur ce point que les divergences entre les deux camps cristallisèrent : pour les carlistes, Nocedal avait l'intention de défigurer le parti en le réduisant à une « éminente action apostologique » tandis que selon les intégristes c'était le prétendant qui s'écartait des principes du traditionalisme.

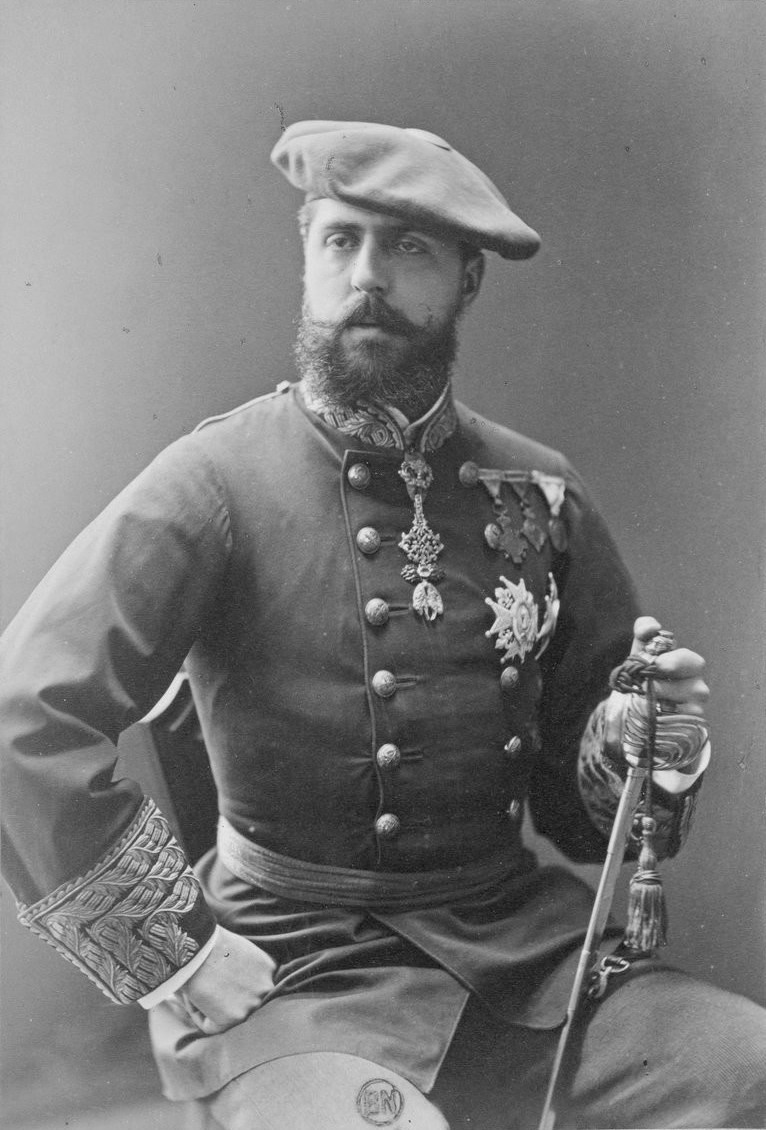
« Charles VII ».

D'autres commentateurs expliquant la rupture par des facteurs idéologiques cherchent une explication dans des facteurs extérieurs à l'Espagne. Au lieu de considérer le carlisme comme un phénomène isolé et proprement espagnol, ils mettent en évidence l'apparition de schémas plus généraux à l'échelle européenne : avec la prééminence de l'ultramontanisme sur les conceptions politiques du catholicisme plus conciliantes après le Concile Vatican I, et la nouvelle approche popularisée dans la France voisine par Louis Veuillot, le schisme de 1888 n'apparaît plus que comme une manifestation espagnole locale de cette tendance. Cette théorie définissant l’intégrisme naissant comme un particularisme religieux luttant pour l’hégémonie jouit d’une popularité limitée.
Une autre approche centrée sur l'idéologie définit les deux partis non pas comme des tendances concurrentes au sein du carlisme, mais comme des regroupements politiques entièrement distincts qui, entre 1870 et 1888, étaient restés dans une alliance temporaire et fragile. Selon cette analyse, le groupe religieux a toujours été clairement distinct du carlisme. Selon l'approche de l'historiographie « néocarliste » partisane, promue dans les années 1970 et cherchant à revendiquer des supposées racines populaires et marxisantes au carlisme, les traditionalistes se seraient « infiltrés » dans le carlisme. Cette théorie a ensuite été élaborée plus avant : les intégristes se seraient concentrés sur des objectifs religieux, les traditionalistes sur des objectifs dynastiques et les (supposément authentiques) carlistes sur des revendications sociales. À propos de la rupture de 1888, plusieurs historiens actuels mentionnent tous ces facteurs, sans se décider à accorder la priorité à l'un ou l'autre,Fernández Escudero 2012, p. 121.

## Premières années de l'intégrisme

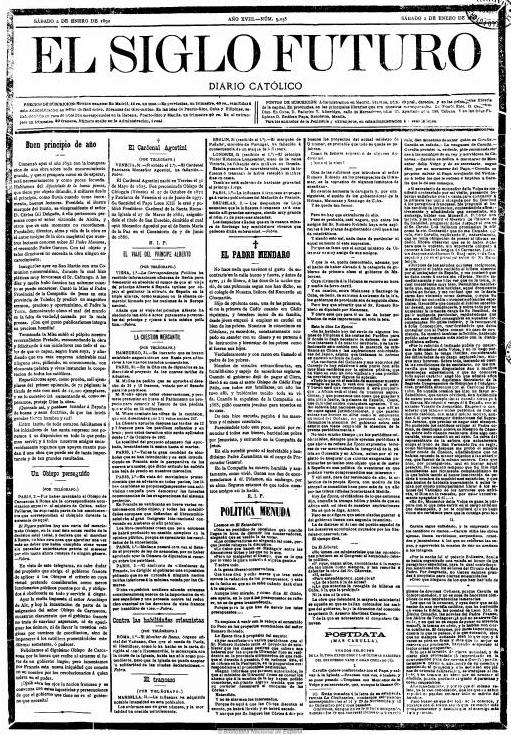
El Siglo Futuro, couverture du 1/2/1892.

Selon les libéraux, le schisme laissa le carlisme à bout de souffle et proche de l'anéantissement. Les nocedalistas affirmaient que leurs partisans devaient se compter par milliers. Ce qui constituait en réalité leur potentiel, c'était plutôt quelques noms importants et surtout une gamme impressionnante de périodiques, les dissidents étant surreprésentés au sein des comités de rédaction carlistes. Nocedal rassembla ses partisans dans une nouvelle organisation ; initialement nommé Parti traditionaliste,, il prit forme au début de 1889 sous l'appellation de Parti intégriste espagnol,, nom censé souligner l’unité intégrale entre les objectifs chrétiens et politiques,. En août 1889 le parti fut rebaptisé Parti catholique national,, mais le groupe était généralement appelé « intégristes ». La structure du parti, se stabilisa en 1893 ; chaque région espagnole était dirigée par une junte, dont le travail était coordonné par le chef du parti, poste occupé par Nocedal, illustrant son emprise personnelle sur le mouvement,.
Le programme, présenté dans un document intitulé Manifestación de Burgos, définissait un objectif à terme de construction d'un État chrétien orthodoxe, et un objectif plus immédiat de confrontation au « sinistre » libéralisme, radicalement reprouvé,. Les intégristes se prononcèrent contre la politique des partis et le parlementarisme, avançant plus tard une théorie de la démocratie organique, c'est-à-dire un système basé sur l'interaction formelle d'entités sociales établies, complémentaires et coopératives. Le parti abandonna l'idée de roi prépondérante dans le carlisme. Bien que Nocedal demeurât un monarchiste convaincu, et que l'idée d'un souverain restât un point de référence théorique, important en termes de mobilisation politique, dans les faits, le parti adopta progressivement une sorte de monarchie sans roi ,, pour finalement pencher vers l'accidentalisme. Selon des commentaires sarcastiques, le fait pour les intégristes de prêcher la notion de « règne social de Jésus-Christ », leur permit d'éviter la question de la forme de gouvernement.

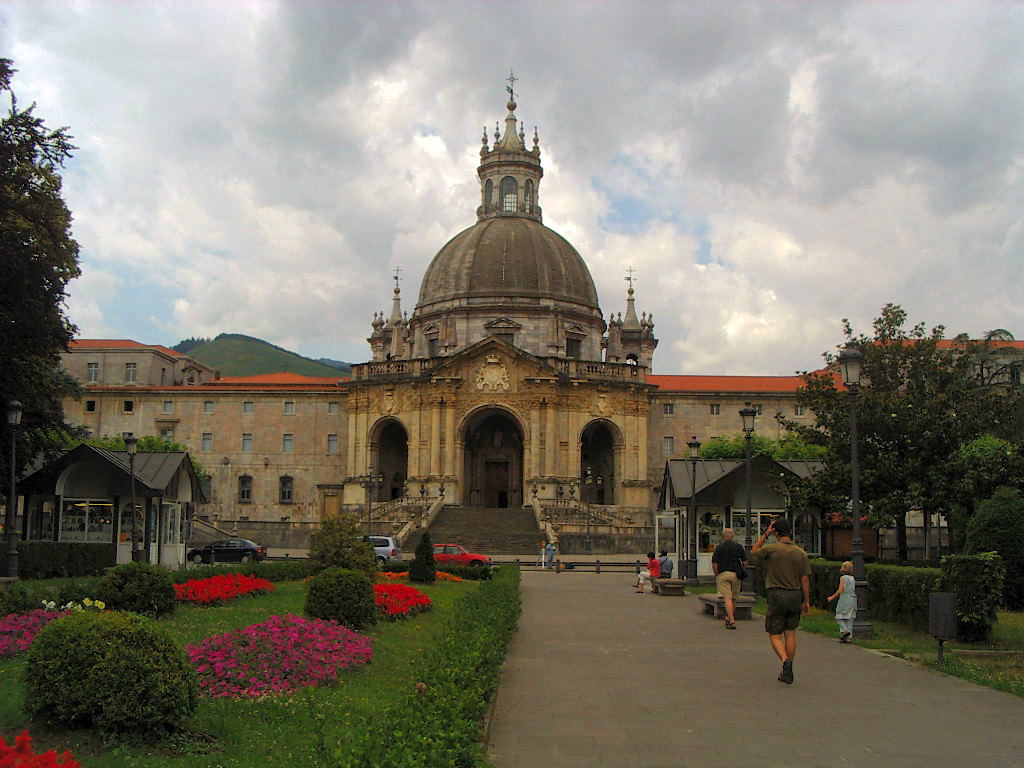
Sanctuaire de Loyola à Azpeitia.

Au cours de la dernière décennie du XIXe siècle, la dynamique des nocédalistes était principalement alimentée par une hostilité mutuelle et extrêmement vive envers les carlistes, loin devant les libéraux en tant que principaux ennemis ; l'inimitié alla jusqu'à des épisodes de violence. Après avoir catégoriquement refusé de participer au système politique de la Restauration dans les années 1880, au cours de la décennie suivante Nocedal chercha à transformer les élections en un champ de bataille où il pourrait humilier le prétendant. La rivalité était exacerbée par le chevauchement géographique des zones d'influence intégriste et carliste : malgré l'absence de comparaison possible sur le plan électoral au niveau national, il était clair que les deux groupes bénéficiaient de leur plus grand soutien dans les provinces basques et en Navarre.

Au cours de la campagne de 1891, les intégristes remportèrent 2 sièges aux Cortes contre 5 pour les carlistes ; malgré une infériorité numérique qu'ils ne purent nier, Nocedal se vanta de son succès personnel dans la circonscription d'Azpeitia dans le Guipuscoa. Sa victoire fut en effet triomphale, puisqu'il battit le chef carliste provincial Tirso de Olazábal et que le prétendait semblait plus intéressé par la défaite personnelle de Nocedal que par le résultat de la compétition électorale dans toutes les autres circonscriptions. Grand orateur, en 1893 le leader intégriste réitéra son triomphe d'Azpeitia face au même adversaire ; au niveau national, le parti obtint encore 2 sièges contre 7 pour carlistes. En 1896, Nocedal fut également vaincu à Azpeitia et les intégristes ne parvinrent pas à remporter un seul mandat.

## Dernières années de l'intégrisme
| Sièges remportés par les intégristes aux Cortès (1891-1905) |                                                                    |
| année                                                       | sièges                                                             |
| 1891                                                        | Azpeitia (Nocedal), Zumaya (Zuzuarregui)                           |
| 1893                                                        | Azpeitia (Nocedal), Pampelune (Campion)                            |
| 1896                                                        | -                                                                  |
| 1898                                                        | -                                                                  |
| 1899                                                        | Azpeitia (Olazábal)                                                |
| 1901                                                        | Azpeitia (Aldama), Salamanque (Sanchez Campo), Pampelune (Nocedal) |
| 1903                                                        | Pampelune (Nocedal), Salamanque (Sanchez Campo)                    |
| 1905                                                        | Azpeitia (Sánchez Marco (es)), Pampelune (Nocedal)                 |

Au milieu des années 1890, Nocedal réalisa que sa tentative de lancer un parti ultraconservateur catholique à l'échelle nationale avait échoué ; agrippant à son intransigeance, il refusa néanmoins de reconsidérer le projet intégriste et estima qu'il était de son devoir moral de représenter les valeurs chrétiennes orthodoxes et d'affronter le libéralisme envers et contre tout. D'autres membres du parti ne partageaient pas les mêmes principes et Nocedal dut faire face jusqu'à sa mort à des défections successives, même si personne ne représentait une menace sérieuse pour son leadership personnel.
Dès 1893, deux figures de l'intégrisme, Juan Manuel Orti y Lara (es) et le marquis d'Acillona, préconisèrent de relancer le parti sous la forme d'une alliance catholique plus souple, mais ils quittèrent le mouvement après le rejet de leur proposition. Peu de temps après, Nocedal expulsa le groupe soutenant Arturo Campión,, une autre forte personnalité qui fut temporairement associée à l'intégrisme ; la rupture entraîna la perte du quotidien navarrais El Tradicionalista et de certains dirigeants de la région. À la fin des années 1890, l’intégrisme souffrait de tensions internes dans son fief du Guipuscoa. La cause exacte du conflit reste sujette discutée : certains mettent en avant la stratégie d'alliance (en 1895, Nocedal avait changé ses recommandations, suggérant des coalitions avec les partis offrant l'accord le plus profitable électoralement plutôt que ceux plus proches politiquement), tandis que d'autres l'attribue au versant nationaliste des dissidents,. Comme ils refusaient de rentrer dans le rang, les dissidents — menés par Pedro Grijalba, Ignacio de Lardizábal et Aniceto Rezola — furent évincés par la commission locale, entraînant avec eux le quotidien provincial El Fuerista. En 1899, Nocedal expulsa un prêtre jésuite, accusé de prêcher l'hétérodoxie par Segismundo Pey Ordeix.[pas clair]
En 1898, Nocedal fut élu sénateur du Guipuscoa, mais n'occupa finalement pas son siège. Le tournant des siècles connut un rapprochement progressif entre intégristes et carlistes au niveau local ; les comités régionaux conclurent des accords électoraux d'abord dans le Guipuscoa puis en Navarre. Alors que les partisans du prétendant veillaient à ce que Nocedal soit exclu,, à Azpeitia, les intégristes présentèrent avec succès un candidat local, Juan Olazábal Ramery. En 1901, Nocedal se présenta à Pampelune et perdit l'élection mais put finalement entrer aux Cortes grâce à des appels procéduraux,. En 1903 Nocedal fut élu sur la liste intégriste-carliste-conservatrice dans la capitale navarraise et réélu sur la même liste lors de la dernière campagne à laquelle il concourut, en 1905.

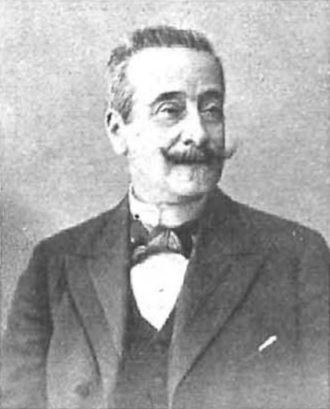
Nocedal en 1907.

En dépit de la place primordiale qu'il accorda pendant toute sa carrière politique aux critères religieux et de son intention d'être le fils le plus fidèle de l'Église, Nocedal ne bénéficiait d'un soutien significatif que parmi le bas clergé paroissial basco-navarrais et auprès des jésuites,. La hiérarchie épiscopale se montrait extrêmement réticente avec lui. Désireuse de rester en bons termes avec tous les gouvernements, elle ne pouvait endosser la stratégie intégriste intransigeante et le profil clairement anti-système du parti. Nocedal se heurtait le plus souvent aux évêques sur des questions politiques. Lorsqu’au début du XXe siècle le Vatican changea de stratégie, le nouveau format plus démocratique de prise de décision politique convint encore moins aux intégristes et Nocedal s'opposa avec véhémence à cette acceptation d'un moindre mal ; le débat public qui s'ensuivit déclencha la missive de 1906, Inter catholicos hispaniae, tandis que le nonce Rinaldini faisait porter à Nocedal l'échec de la formation d'une grande coalition catholique. À ce stade, même les jésuites s'étaient détournés de l'intégrisme,,,. Nocedal s'associa finalement à l'orateur et théoricien carliste Juan Vázquez de Mella pour fonder une plate-forme électorale intransigeante, dont il ne put voir le résultat car il mourut peu après,. Nocedal mourut d'une angine de poitrine.

## Réception et héritage

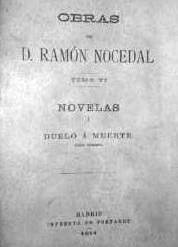
Obras de Ramón Nocedal, volume 6, 1911.

Certains contemporains arrivèrent à la conclusion que l'intégrisme était mort avec Nocedal, opinion qui reflétait son immense influence personnelle sur le parti mais qui sous-estimait le potentiel mobilisateur du catholicisme espagnol ultraconservateur et militant. La direction du parti fut assumée par un triumvirat dans un premier temps puis par Juan Olazábal Ramery, qui resta fidèle à la ligne de Nocedal. Jusqu'au début des années 1930, le parti – alors nommé Communion traditionaliste-carliste – conservait des ramifications dans presque toutes les provinces d'Espagne et continua à remporter quelques sièges aux élections locales, dans la région basco-navarraise mais aussi en Catalogne et en Andalousie. En 1932, les intégristes se réunirent à nouveau avec le carlisme, cette fois définitivement. El Siglo Futuro resta publié pendant 61 ans, jusqu'à ce que ses locaux soient finalement saccagés par la milice républicaine en juillet 1936.
Pedro Carlos González Cuevas considère Nocedal comme un prédécesseur de l'extrême droite espagnole. L’intégrisme lui-même est considéré par certains chercheurs comme une branche temporaire du carlisme et par d'autres comme un groupement doté d’une identité idéologique clairement distincte.
Après la mort de Nocedal, une série en plusieurs volumes de ses œuvres, principalement une vaste sélection de ses articles de presse, mais aussi des romans et des pièces de théâtre, fut publiée à Madrid entre 1907 et 1928 ; une partie fut réimprimée en 2012 par Nabu Press. En 1952, une anthologie de ses œuvres fut publiée par Editorial Tradicionalista — le définissant comme un carliste traditionaliste —. Une rue à Elda (Alicante) porte le nom de Ramón Nocedal. Le collège d'enseignement secondaire catholique El Carmen de Manises (Valence) fut fondé par l'initiative de Nocedal et son épouse et ouvrit ses portes en 1911.[réf. nécessaire]